# Salts al Campionat del Món de natació de 2017
Els Salts del Campionat del Món de natació de 2017 se celebraran entre el 14 i el 22 de juliol de 2017 Budapest, Hongria.

## Esdeveniments
Es van impugnar els següents esdeveniments:
- 1 m trampolí
- 3 m trampolí
- 10 m plataforma
- 3 m trampolí sincronitzat
- 10 m plataforma sincronitzada
- 3 m trampolí mixt sincronitzat
- 10 m plataforma mixta sincronitzada
- Esdeveniment d'equips

Els esdeveniments individuals consistien en preliminars, semifinals i finals. L'ordre dels saltadors en la ronda preliminar va ser determinat per selecció aleatòria informatitzada durant la reunió tècnica. Els 18 saltadors amb les puntuacions més altes en els preliminars procedeixen a les semifinals.
La semifinal va consistir en els primers 18 classificats de la competició preliminar i la final va consistir en els primers 12 classificats de la semifinal.

## Horari
Es van celebrar 13 esdeveniments.
Tots els temps són locals (UTC+2).
| Data           | Hora  | Esdeveniment                                                   |
| -------------- | ----- | -------------------------------------------------------------- |
| 14 juliol 2017 | 11:00 | Preliminars de trampolí masculins d'1 metre                    |
| 14 juliol 2017 | 16:00 | Preliminars de trampolí femenins d'1 metre                     |
| 15 juliol 2017 | 10:00 | Preliminars de trampolí sincronitzat masculins de 3 metres     |
| 15 juliol 2017 | 13:00 | Plataforma mixta de 10 metres                                  |
| 15 juliol 2017 | 16:00 | Final de trampolí femení d'1 metre                             |
| 15 juliol 2017 | 18:30 | Final de trampolí sincronitzat masculí de 3 metres             |
| 16 juliol 2017 | 10:00 | Preliminars de plataforma sincronitzada femenina de 10 metres  |
| 16 juliol 2017 | 15:30 | Final de trampolí masculí d'1 metre                            |
| 16 juliol 2017 | 18:30 | Final de plataforma sincronitzada femenina de 10 metres        |
| 17 juliol 2017 | 10:00 | Preliminars de trampolí sincronitzat femení de 3 metres        |
| 17 juliol 2017 | 13:00 | Preliminars de plataforma sincronitzada masculina de 10 metres |
| 17 juliol 2017 | 16:00 | Final de trampolí sincronitzat femení de 3 metres              |
| 17 juliol 2017 | 18:30 | Final de plataforma sincronitzada masculina de 10 metres       |
| 18 juliol 2017 | 10:00 | Preliminars de plataforma femenina de 10 metres                |
| 18 juliol 2017 | 15:30 | Semifinal de plataforma femenina de 10 metres                  |
| 18 juliol 2017 | 18:30 | Esdeveniment per equips                                        |
| 19 juliol 2017 | 10:00 | Preliminars de trampolí masculí de 3 metres                    |
| 19 juliol 2017 | 15:30 | Semifinal de trampolí masculí de 3 metres                      |
| 19 juliol 2017 | 18:30 | Final de plataforma femenina de 10 metres                      |
| 20 juliol 2017 | 10:00 | Preliminars de trampolí femení de 3 metres                     |
| 20 juliol 2017 | 15:30 | Semifinal de trampolí femení de 3 metres                       |
| 20 juliol 2017 | 18:30 | Final de trampolí masculí de 3 metres                          |
| 21 juliol 2017 | 10:00 | Preliminars de plataforma masculina de 10 metres               |
| 21 juliol 2017 | 15:30 | Semifinal de plataforma masculina de 10 metres                 |
| 21 juliol 2017 | 18:30 | Final de trampolí femení de 3 metres                           |
| 22 juliol 2017 | 14:00 | Final de trampolí mixt de 3 metres                             |
| 22 juliol 2017 | 17:00 | Final de plataforma masculina de 10 metres                     |

## Resum de medalles

### Taula de medalles
| Pos.  | País           | Or | Plata | Bronze | Total |
| 1     | Xina           | 8  | 5     | 2      | 15    |
| 2     | Rússia         | 1  | 2     | 2      | 5     |
| 3     | Regne Unit     | 1  | 2     | 0      | 3     |
| 4     | Malàisia       | 1  | 0     | 1      | 2     |
| 5     | Austràlia      | 1  | 0     | 0      | 1     |
| 5     | França         | 1  | 0     | 0      | 1     |
| 7     | Canadà         | 0  | 1     | 2      | 3     |
| 8     | Alemanya       | 0  | 1     | 1      | 2     |
| 8     | Corea del Nord | 0  | 1     | 1      | 2     |
| 10    | Mèxic          | 0  | 1     | 0      | 1     |
| 11    | Itàlia         | 0  | 0     | 2      | 2     |
| 12    | Ucraïna        | 0  | 0     | 1      | 1     |
| 12    | Estats Units   | 0  | 0     | 1      | 1     |
| Total | Total          | 13 | 13    | 13     | 39    |

### Masculí
| Event                                     | Or                                        | Or     | Plata                                       | Plata  | Bronze                                     | Bronze |
| 1 metre trampolí detalls                  | Peng Jianfeng · Xina                      | 448.40 | He Chao · Xina                              | 447.20 | Giovanni Tocci · Itàlia                    | 444.25 |
| 3 metres trampolí detalls                 | Xie Siyi · Xina                           | 547.10 | Patrick Hausding · Alemanya                 | 526.15 | Ilya Zakharov · Rússia                     | 505.90 |
| 10 metres plataforma detalls              | Tom Daley · Regne Unit                    | 590.95 | Chen Aisen · Xina                           | 585.25 | Yang Jian · Xina                           | 565.15 |
| 3 metres trampolí sincronitzat detalls    | Rússia · Evgeny Kuznetsov · Ilya Zakharov | 450.30 | Xina · Cao Yuan · Xie Siyi                  | 443.40 | Ucraïna · Oleh Kolodiy · Illya Kvasha      | 429.99 |
| 10 metres plataforma sincronitzat detalls | Xina · Chen Aisen · Yang Hao              | 498.48 | Rússia · Aleksandr Bondar · Viktor Minibaev | 458.85 | Alemanya · Patrick Hausding · Sascha Klein | 440.82 |

### Femení
| Event                                     | Or                              | Or     | Plata                                             | Plata  | Bronze                                         | Bronze |
| 1 metre trampolí detalls                  | Maddison Keeney · Austràlia     | 314.95 | Nadezhda Bazhina · Rússia                         | 304.70 | Elena Bertocchi · Itàlia                       | 296.40 |
| 3 metres trampolí detalls                 | Shi Tingmao · Xina              | 383.50 | Wang Han · Xina                                   | 359.40 | Jennifer Abel · Canadà                         | 351.55 |
| 10 metres platforma detalls               | Cheong Jun Hoong · Malàisia     | 397.50 | Si Yajie · Xina                                   | 396.00 | Ren Qian · Xina                                | 391.95 |
| 3 metres trampolí sincronitzat detalls    | Xina · Chang Yani · Shi Tingmao | 333.30 | Canadà · Jennifer Abel · Mélissa Citrini-Beaulieu | 323.43 | Rússia · Nadezhda Bazhina · Kristina Ilinykh   | 312.60 |
| 10 metres plataforma sincronitzat detalls | Xina · Ren Qian · Si Yajie      | 352.56 | Corea del Nord · Kim Mi-rae · Kim Kuk-hyang       | 336.48 | Malàisia · Cheong Jun Hoong · Pandelela Rinong | 328.74 |

### Mixt
| Event                       | Or                                      | Or     | Plata                                      | Plata  | Bronze                                         | Bronze |
| 3 metres trampolí detalls   | Xina · Wang Han · Li Zheng              | 323.70 | Regne Unit · Grace Reid · Tom Daley        | 308.04 | Canadà · Jennifer Abel · François Imbeau-Dulac | 297.72 |
| 10 metres platforma detalls | Xina · Ren Qian · Lian Junjie           | 352.98 | Regne Unit · Lois Toulson · Matty Lee      | 323.28 | Corea del Nord · Kim Mi-rae · Hyon Il-myong    | 318.12 |
| Per equips detalls          | França · Laura Marino · Matthieu Rosset | 406.40 | Mèxic · Viviana del Ángel · Rommel Pacheco | 402.35 | Estats Units · Krysta Palmer · David Dinsmore  | 395.90 |

## Nacions participants
S'han ingressat un total de 245 saltadors de 43 nacions. El nombre de saltadors que ingressa una nació es troba entre parèntesis al costat del nom del país.
- Armènia (3)
- Austràlia (10)
- Àustria (1)
- Belarús (5)
- Brasil (6)
- Canadà (11)
- Xile (2)
- Xina (17)
- Colòmbia (10)
- Croàcia (2)
- Cuba (6)
- República Dominicana (1)
- Egipte (6)
- Finlàndia (3)
- França (4)
- Geòrgia (2)
- Alemanya (12)
- Regne Unit (12)
- Hongria (5)
- Irlanda (1)
- Itàlia (11)
- Jamaica (1)
- Japó (5)
- Lituània (2)
- Macau (4)
- Malàisia (8)
- Mèxic (16)
- Països Baixos (4)
- Nova Zelanda (4)
- Corea del Nord (5)
- Puerto Rico (1)
- Polònia (3)
- Romania (2)
- Rússia (12)
- Sud-àfrica (4)
- Sèrbia (1)
- Singapur (4)
- Corea del Sud (6)
- Espanya (3)
- Suïssa (6)
- Ucraïna (12)
- Estats Units (16)
- Uzbekistan (3)
- Veneçuela (4)